# Vicente Botta
Vicente Botta, (São Carlos, 9 de Setembro de 1918 - São Carlos, 13 de dezembro de 2006) foi um político brasileiro. Foi o deputado estadual pelo estado de São Paulo com o maior período de legislatura ininterrupta, entre 1951 a 1995 e sendo deputado por dez legislaturas..

## História Política
Botta começou sua carreira política como vereador em São Carlos, eleito em 1940 e em 1948 pelo antigo PTN. Foi eleito deputado estadual em 1950 pelo mesmo partido. 
Militou posteriormente no PTB, pelo qual foi presidente estadual durante muitos anos; passou ainda pelo Arena, MDB, PTB novamente e Prona. 
Assumiu a presidência da Assembleia Legislativa de São Paulo durante dois períodos, em 1955 e depois entre 1976 e 1977; participou da mesa diretora durante 22 anos. Foi deputado do Poder Constituinte de 1989 do Estado de São Paulo.
Foi também diretor do Banespa e presidente do CEAGESP.
Em 1978, foi reeleito com 23.222 votos. Em 1982 reeleito com 29.754 votos. A sua última eleição foi em 1990, se elegeu pelo PTB, com 22.973 votos.

## Homenagens
No estado de São Paulo e na região de São Carlos existem escolas, ruas e uma rodovia com seu nome.